# Hippelates alyscus
Hippelates alyscus är en tvåvingeart som beskrevs av Wheeler och Forrest 2003. Hippelates alyscus ingår i släktet Hippelates och familjen fritflugor. Inga underarter finns listade i Catalogue of Life.